# مهناز صمدی
مهناز صمدی (زاده ۱۹۶۵) سیاست‌مدار اهل ایران است. وی یکی از اعضای سازمان مجاهدین خلق ایران است. وی زمانی افسر ارشد استخبارات بود و از طرف حکومت ایران محکوم به تروریسم است.

## ایران و عراق
صمدی در سال ۱۳۵۸ به مجاهدین خلق پیوست و در دهه ۱۳۶۰ از مبارزان فعال آنها بود. او در سال ۱۱۳۶۰ متهم به رهبری یک حمله تروریستی علیه دولت ایران از طرف این سازمان شد. وارن کریتز، وکیل او در پرونده ای در سال ۲۰۰۰ میلادی گفت که او به دلیل اقدام برای «بمب‌گذاری علیه اهداف قانونی» مجازات شده‌است. صمدی چهار سال در زندان اوین زندانی بود و در سال ۱۳۶۵ قبل از فرار از ایران آزاد شد. او فرمانده شاخه نظامی مجاهدین خلق مستقر در عراق به نام «ارتش آزادی‌بخش ملی ایران» و مسئول آموزش مبارزان زن در قرارگاه اشرف شد. به گفته ماهان عابدین، او همچنین افسر ارشد استخبارات بود.

### ایالات متحده و کانادا
او در سال ۱۹۹۳ جایگزین رباب فرحی مهدویه به عنوان رهبر عملیات آمریکای شمالی در جبهه غیرنظامی مجاهدین خلق شد. صمدی در سال ۱۹۹۴ به ایالات متحده دفت، و به وی پناهندگی در سال ۱۹۹۶ اعطا شد. او روابط خود با مجاهدین خلق را در زمانی که درخواست داد با مقامات فاش نکرد. به گفته لورین آدامز از واشینگتن تایمز، او آزادانه مخالفت خود با دولت ایران را پذیرفت (که قبلاً مبنای درخواست پناهندگی او بود) اما وقتی درخواست در مورد عضویت در «هر سازمان یا گروهی در کشور شما» پرسیده شد، او معتقد بود. که شاخه مسلح مجاهدین خلق واجد شرایط نبود زیرا در عراق مستقر بود و در ذکر آن تردید داشت. او به عنوان یک اقامت دائم در کالیفرنیا زندگی کرد، و فعالیت خود را با سازمان ادامه داد. اداره تحقیقات فدرال (FBI) معتقد است که او برای مدت کوتاهی رهبر مجاهدین در لس آنجلس بوده و جانشین گلناز جواهری‌ساعتچی شده‌است.
صمدی در نوامبر ۱۹۹۹ از طریق یک گذرگاه مرزی در ونکوور به‌طور غیرقانونی وارد کانادا شد و طبق گزارش‌ها، جلسات محرمانه ای با تعدادی از اعضای مجاهدین خلق در ونکوور، مونترال و اتاوا برگزار کرد. در گزارشی از سرویس اطلاعات امنیتی کانادا (CSIS) آمده‌است که او «مسئول هدایت برخی از عملیات مجاهدین خلق در عراق بود» و «برای انجام وظایف سازمانی» به کانادا فرستاده شد که منجر به دستگیری وی در دسامبر ۱۹۹۹ شد. شهروند اتاوا یک تیتر برجسته در صفحه اول، «دستگیری مخفیانه یک متحد صدام» را همراه با تصویر او در ۱ فوریه ۲۰۰۰ منتشر کرد. این پرونده به سرعت به یک شهرت برای مجاهدین خلق تبدیل شد.
به منظور آزاد شدن از کاستاد، او تحت سوگند به هیئت مهاجرت و پناهندگان کانادا (IRB) در مورد عضویت خود در سازمان مجاهدین خلق ادعا کرد که در کانادا باشد «برای دیدن یک عمه بیمار و ملاقات دوستان» در حالی که اعتراف می‌کند که به‌طور غیرقانونی وارد کانادا شده‌است. CSIS تصویری از صمدی به عنوان یک فرمانده را که در یک مجله NLAI منتشر شده بود به مقامات ارائه کرده بود. رولان لادوسر، قاضی IRB، شهادت او را «نه موثق و نه قابل اعتماد» می‌داند و می‌گوید «با توجه به شواهدی مبنی بر اینکه خانم صمدی از فرماندهان ارتش آزادی‌بخش ملی بوده‌است و با توجه به اینکه دلایل منطقی وجود دارد که این سازمان چنین بوده‌است. دست به اقدامات تروریستی بزنند».
در ۳ آوریل ۲۰۰۰، صمدی به ایالات متحده بازگردانده شد. و بلافاصله توسط اداره مهاجرت و تابعیت (INS) در مرز دستگیر شد. او در زندان‌های بوفالو و سیراکوز در نیویورک زندانی بود، قبل از اینکه به فولتون جنوبی، جورجیا، و در نهایت به شهرستان اتووا، آلاباما منتقل شد. بر اساس اسناد دادگاهی که نیوزویک به دست آورده‌است، صمدی به عدم افشای گذشته «تروریستی» خود متهم شده‌است. او در ژوئیه ۲۰۰۰ پس از لغو وضعیت پناهندگی‌اش، درخواست پناهندگی سیاسی کرد. صمدی در خطر اخراج به ایران بود، اما چندین مقام ارشد برای جلوگیری از این روند وارد عمل شدند.
جان اشکرافت، که در آن زمان به عنوان سناتور از میزوری خدمت می‌کرد، در ۱۰ مه در جلسه استماع خود به دادستان کل جانت رنو، با این استدلال که صمدی یک «فعال حقوق بشر بسیار مورد توجه» بود، درخواستی برای نرمش نوشت. اشکرافت همچنین بیانیه مشترکی با مجاهدین خلق در تجمعی در خارج از ساختمان سازمان ملل صادر کرد. پس از آن، شصت و دو نفر از اعضای کنگره در ماه ژوئن سال ۲۰۰۰. خواستار آزادی او به گفته آرون ساندز از شهروند اتاوا، فشار اعضای دلسوز کنگره به آزادی او کمک کرد.

## خروج از آمریکای شمالی و وضعیت حیات
طبق گزارش سال ۲۰۰۴ اف‌بی‌آی، صمدی در واشینگتن دی سی در سال ۲۰۰۰ دیده شد، و گزارش‌های تأیید نشده ادعا می‌کنند که او در دیده در سال اور سور آواز، فرانسه دیده شده‌است. ماهان عابدین در سال ۲۰۰۳ مدعی شد که در کمپ اشرف عراق بوده‌است.